# Gabinet Warrena Hardinga
Gabinet Warrena Hardinga – powołany i zaprzysiężony w 1921, po wyborach w 1920.

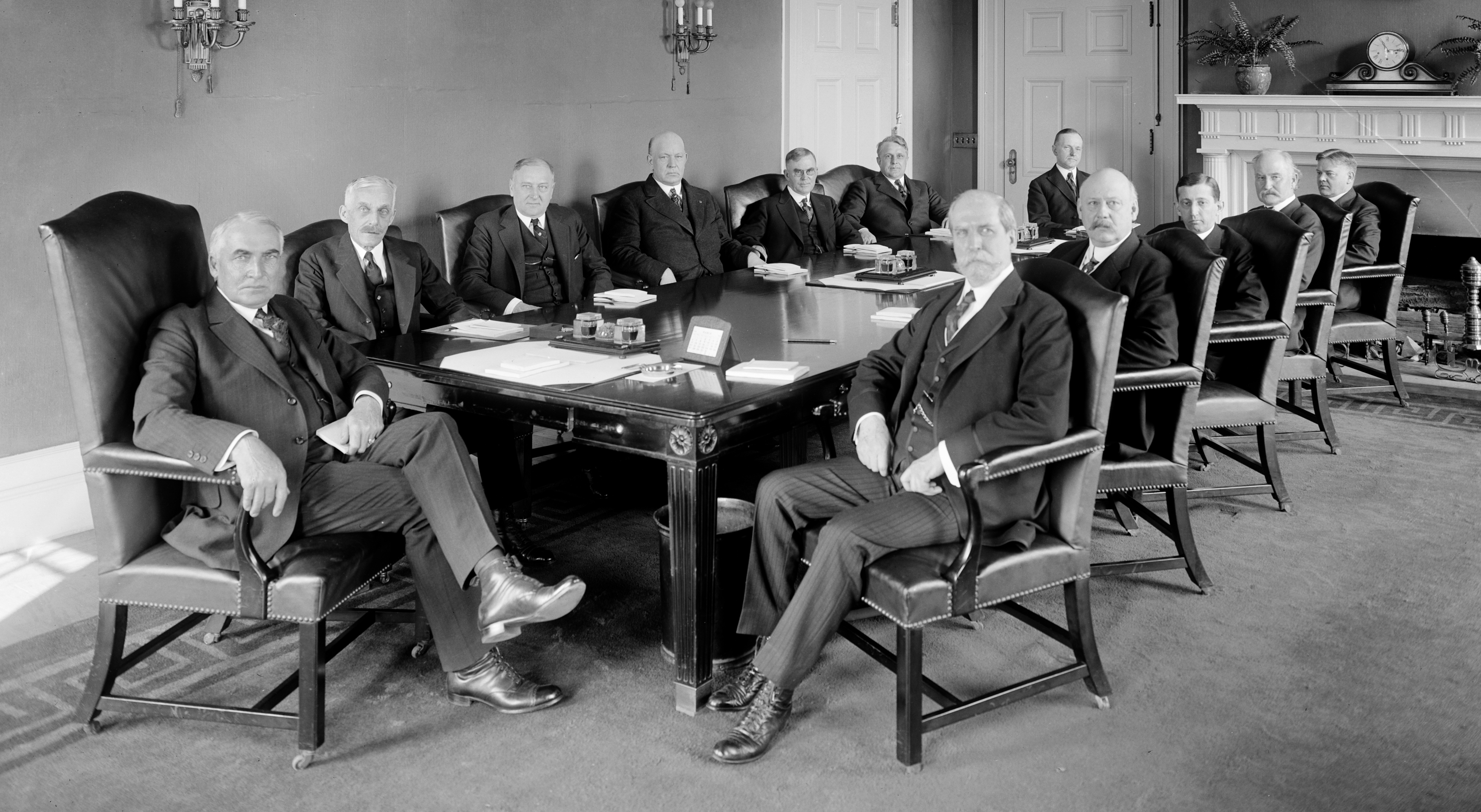
Warren Harding i jego gabinet w 1921 roku.

| Departament/Funkcja            | Imię i nazwisko                       | Kadencja                     |
| ------------------------------ | ------------------------------------- | ---------------------------- |
| Prezydent                      | Warren G. Harding                     | 1921 – 1923                  |
| Wiceprezydent                  | Calvin Coolidge                       | 1921 – 1923                  |
| Sekretarz stanu                | Charles Evans Hughes                  | 1921 – 1923                  |
| Sekretarz skarbu               | Andrew Mellon                         | 1921 – 1923                  |
| Sekretarz wojny                | John W. Weeks                         | 1921 – 1923                  |
| Prokurator generalny           | Harry M. Daugherty                    | 1921 – 1923                  |
| Dyrektor Generalny Poczty      | Will H. Hays Hubert Work Harry S. New | 1921 – 1922 1922 – 1923 1923 |
| Sekretarz marynarki            | Edwin Denby                           | 1921 – 1923                  |
| Sekretarz zasobów wewnętrznych | Albert B. Fall Hubert Work            | 1921 – 1923 1923             |
| Sekretarz rolnictwa            | Henry Cantwell Wallace                | 1921 – 1923                  |
| Sekretarz handlu               | Herbert Hoover                        | 1921 – 1923                  |
| Sekretarz pracy                | James John Davis                      | 1921 – 1923                  |